# Bartelska og Törneska huset
Bartelska og Törneska huset er to huse og beskyttede byggnadsminner som sammen udgør ejendommen Cepheus 25 i Cepheus-karréen på Köpmangatan 3, Själagårdsgatan 2 og Kindstugatan 2-4 ved Brända tomten i Gamla stan i Stockholm, opført i 1594 og 1660. Husenes kælder og fundament er fra middelalderen, og indretning med detaljer fra 1700-tallet findes i flere af lejlighederne. Entréerne har kalkstensgulv og krydshvælv. I huset som vender mod Själagårdsgatan findes flere herskabelige lejligheder som tilskrives Nicodemus Tessin den yngre. Entréen prydes af en sandstensportal hugget af stenhuggeren Johan Wendelstamm.
Begge bygninger blev renoveret efter 1967 på initiativ fra Samfundet S:t Erik, og fra 1991 har de været ejet af en andelsboligforening. Husene er beskrevet i flere bøger og renoveringen er blevet beskrevet som usædvanligt vellykket, under den ansvarlig arkitekt var Erik Stark.